# Šikanátor
Šikanátor (v anglickém originále Bull-E) je 21. díl 26. řady (celkem 573.) amerického animovaného seriálu Simpsonovi. Scénář napsal Tim Long a díl režíroval Lance Kramer. V USA měl premiéru dne 10. května 2015 na stanici Fox Broadcasting Company a v Česku byl poprvé vysílán 28. září 2015 na stanici Prima Cool.

## Děj
Bart poprvé navštíví školní ples, nicméně z něj není nadšen, ovšem poté, co omylem zničí automat na pomerančový džus, který přivezl snoubenec Nelsonovy matky, je dívka z páté třídy ohromena a požádá ho o tanec. Bart pak vyhraje trofej Nejlepší tanečník a jeho partnerka ho požádá, aby se s ní sešel venku, nicméně tam už jej očekávají rváči, kteří mu zničí trofej a posmívají se mu, což vede k tomu, že ho jeho partnerka opustí. Poté, co ponížený Bart o incidentu řekne Marge, jde jeho matka na zasedání městské rady a řekne, že je čas, aby se šikanující žáci cítili vystrašení místo svých obětí, a zákon, jenž dává policii široké pravomoci k potírání šikany, je jednomyslně schválen. 
Náčelník Wiggum začne tím, že oprávněně zatkne šikanující studenty, jako jsou Jimbo, Kearney a Dolph, když se pokusí ukrást Bartovi a Milhousovi sáňky. Avšak vzhledem k tomu, jak vágně zákon definuje šikanu, začne Wiggum brzy zatýkat kohokoli, i když je obviněn neprávem. Homer, který nového zákona zneužívá na každého, kdo mu jen mírně vadí, zákonu sám podlehne, když ho Rod a Todd Flandersovi, kteří už mají dost toho, jak se Homer chová k jejich otci Nedovi, nechají zatknout a odsoudit k 90 dnům léčení. Během pobytu v centru Homer prozře, že je k Nedovi krutý, protože jeho soused je ve všech ohledech lepší než on. Zoufalý Homer prosí o odpuštění, které rozzlobený Ned několikrát odmítne za to, jak se k němu choval. Ale poté, co Homer dlouho kajícně klečí na Nedově trávníku, mu Ned neochotně odpustí. Simpsonovi a Flanderovi se poté spojí a společně poobědvají.

## Přijetí
Epizoda získala rating 1,2 a sledovalo ji celkem 2,77 milionu diváků, čímž se stala nejsledovanějším pořadem stanice Fox té noci.
Dennis Perkins z The A.V. Clubu udělil dílu známku B: „Jelikož dynamika mezi Homerem a Flandersem nemůže sahat daleko – Flanders musí zůstat Flandersem, Homer Homerem –, epizoda, která se snaží o emocionálně uspokojivé sblížení mezi oběma, si musí svůj případný velký okamžik zasloužit a Šikanátor přichází těsně vedle.“.
Stacy Glanzman z TV Fanatic udělil dílu 4,5/5.